# Top Fuel Eliminator
Top Fuel Eliminator è un videogioco di dragster pubblicato nel 1987 per Apple II e Commodore 64 dalla Activision. Comprende sia la simulazione di guida in gare di accelerazione di brevissima durata, tipiche di questo sport motoristico, sia la messa a punto strategica del veicolo prima delle gare, che ha importanza fondamentale per ottenere buoni risultati.

## Modalità di gioco
Il programma simula un'intera stagione di corse di dragster, dove speciali veicoli si lanciano su percorsi rettilinei di 400 metri. La stagione è composta da nove eventi (otto statunitensi e uno mondiale) e la classifica si determina con un sistema a punti. Può partecipare un solo giocatore umano contro diversi altri piloti controllati dal computer. In ogni evento è necessario prima qualificarsi, facendo due tentativi di battere un tempo minimo, poi si compete in un torneo a eliminazione diretta con 8 partecipanti. Solo su Commodore 64 è disponibile anche una modalità di allenamento, dove si corre da soli su una pista a scelta.
Prima di ogni gara si possono consultare le condizioni meteorologiche e della pista (temperatura della superficie e dell'aria, umidità, altitudine, aderenza) e regolare di conseguenza il proprio dragster. Tramite un menù a icone si accede alle interfacce per aggiustare tempo di ignizione, miscela di nitrometano, frizione, pressione delle gomme, alettone, sovralimentazione.
L'azione di guida avviene con visuale tridimensionale in prima persona dall'abitacolo. Nella parte alta dello schermo appare in contemporanea una visuale dall'alto della pista a scorrimento con entrambi i concorrenti. In basso a sinistra è mostrato il semaforo di partenza e in basso a destra il contagiri; i giri del motore sono stimabili anche dagli effetti sonori. La gara dura pochi secondi e i controlli del giocatore consistono nel comandare con precisione il momento della partenza e quello dell'unico cambio di marcia, e nello sterzare per mantenere il veicolo in corsia. I rischi sono la squalifica per falsa partenza o per violazione della linea tra le corsie, il danneggiamento del motore, o perfino lo schianto del veicolo.
Dopo ogni gara, oltre al tempo ottenuto, si ricevono varie indicazioni delle prestazioni, come velocità raggiunta, bontà dei tempi di reazione ed efficacia delle impostazioni del veicolo. In ogni caso, salvo squalifiche, il vincitore è chi taglia il traguardo per primo.